# Епархия Шарлотта
Епархия Шарлотта (лат. Dioecesis Carolinana) — епархия Римско-Католической церкви с центром в городе Шарлотт, США. Епархия Шарлотта входит в архиепархию Атланты. Кафедральным собором епархии Шарлотта является Собор святого Патрика в городе Шарлотт.

## История
12 ноября 1971 года Святой Престол учредил епархию Шарлотта, выделив её из епархии Роли. В 1977 году епархия Шарлотта получила территорию упразднённого территориального аббатства Бельмонта-Марии Защитницы христиан.

## Ординарии епархии
- епископ Майкл Джозеф Бегли[англ.] (30.11.1971 — 29.05.1984)
- епископ Джон Фрэнсис Донохью[англ.] (06.11.1984 — 22.06.1993) — назначен архиепископом Атланты
- епископ Уильям Джордж Керлин[англ.] (22.02.1994 — 10.09.2002)
- епископ Питер Джозеф Джугис[англ.] (01.08.2003 — 09.04.2024)
- епископ Майкл Томас Мартин[англ.] (с 09.04.2024)

## Источник
- Annuario Pontificio, Ватикан, 2007